# Rhopalomyia brevibulla
Rhopalomyia brevibulla är en tvåvingeart som beskrevs av Gagne 1983. Rhopalomyia brevibulla ingår i släktet Rhopalomyia och familjen gallmyggor.
Artens utbredningsområde är Idaho. Inga underarter finns listade i Catalogue of Life.